# Llançaments de FreeBSD

## Història i desenvolupament
El desenvolupament inicial de FreeBSD va començar l'any 1993, a partir del codi de 386BSD. No obstant això, degut a problemàtiques sobre la legalitat del codi utilitzat a 386BSD, FreeBSD va reprogramar gran part del sistema amb la versió 2.0 del gener de 1995 utilitzant la versió 4.4BSD-Lite de la Universitat de California, Berkeley.
Inicialment, FreeBSD utilitzava un dimoni BSD com a logo. El 2005 es va escollir un logo creat per Anton K. Gural.

## Desenvolupament de FreeBSD 5
L'última versió abans de les sèries 6.x és 5.4 (Maig 2005). Els desenvolupadors de FreeBSD mantenen dos branques simultànies: la branca -STABLE, on les versions es generen cada 4-6 mesos. L'última versió 4-STABLE és la 4.11. La primera 5-STABLE va ser la 5.3. L'última versió de 5-STABLE serà la 5.5. La primera versió de 6-STABLE va ser la 6.0. La branca de desenvolupament, -CURRENT, conté canvis molt importants al nucli i a les aplicacions d'usuari. Si una característica s'estabilitza, es pot fusionar (MFC, "Merge From Current") a la branca estable.
La diferència més important de FreeBSD 5 va ser un gran canvi dels mecanismes de bloqueig del nucli per permetre un millor funcionament als sistemes multiprocessadors, evitant molta utilització del bloqueig GIAN, conegut com a Big Kernel Lock. Ara és possible que més d'un procés es pugui executar dins l'espai de nucli al mateix temps.
Un altre canvi important va ser la inclusió de KSE, una solució m:n per la gestió dels fils d'execució. KSE forma part de la biblioteca per defecte per gestionar els fils d'execució des de la versió 5.3 (la creació de la branca estable 5-STABLE). Altres característiques estan relacionades amb la seguretat com les llistes de control d'accés i el nou sistema de fitxers UFS2 provinents del sistema operatiu TrustedBSD.
FreeBSD 5 també ha suposat un canvi important a la capa d'entrada sortida amb la introducció de GEOM, un marc de treball modular per la transformació de les peticions d'entrada sortida, desenvolupat per Poul-Henning Kamp. El sistema GEOM permet la utilització de rèpliques (gmirror) i xifrat (gbde). La versió 5.4 ha confirmat la branca FreeBSD 5.x com a molt estable i robusta a expenses d'un llarg període de gestació degut a les grans novetats que incorpora.

## FreeBSD 6 i 7
FreeBSD es va alliberar el 4 de novembre de 2005 i la versió 7.0 està actualment en desenvolupament. Aquestes versions segueixen el treball focalitzat a les màquines multiprocessadors, l'optimització dels fils d'execució, gestió avançada de 802.11 i l'auditoria de seguretat de TrustetBSD.
El requisit principal d'aquestes versions és l'eliminació total del bloqueig gegant (Giant Lock) del sistema de fitxers virtual i substituir la llibreria libthr amb una implementació més eficient 1:1 dels fils d'execució.

## Versions
| Versió          | Data de sortida | Tipus  | Suportada fins |
| --------------- | --------------- | ------ | -------------- |
| 1.0-RELEASE     | Novembre 1993   |        |                |
| 1.1-RELEASE     | Maig 1994       |        |                |
| 1.1.5-RELEASE   |                 |        |                |
| 1.1.5.1-RELEASE | Juliol 1994     |        |                |
| 2.0-RELEASE     | 22-11-1994      |        |                |
| 2.0.5-RELEASE   | 10-06-1995      |        |                |
| 2.1.0-RELEASE   | 19-11-1995      |        |                |
| 2.1.5-RELEASE   | Juliol 1996     |        |                |
| 2.1.6-RELEASE   | Desembre 1996   |        |                |
| 2.1.7-RELEASE   | Febrer 1997     |        |                |
| 2.2-RELEASE     | Març 1997       |        |                |
| 2.2.1-RELEASE   | Abril 1997      |        |                |
| 2.2.2-RELEASE   | Maig 1997       |        |                |
| 2.2.3-RELEASE   |                 |        |                |
| 2.2.4-RELEASE   |                 |        |                |
| 2.2.5-RELEASE   | 22-10-1997      |        |                |
| 2.2.6-RELEASE   | 25-03-1998      |        |                |
| 2.2.7-RELEASE   | 22-07-1998      |        |                |
| 2.2.8-RELEASE   | 22-11-1998      |        |                |
| 3.0-RELEASE     | 16-10-1998      |        |                |
| 3.1-RELEASE     | 15-02-1999      |        |                |
| 3.2-RELEASE     | 17-05-1995      |        |                |
| 3.3-RELEASE     | 17-09-1999      |        |                |
| 3.4-RELEASE     | 20-12-1999      |        |                |
| 3.5-RELEASE     | 24-06-2000      |        |                |
| 4-RELENG        |                 |        | 31-01-2007     |
| 4.0-RELEASE     | 14-03-2000      |        |                |
| 4.1-RELEASE     | 27-07-2000      |        |                |
| 4.1.1-RELEASE   | 27-09-2000      |        |                |
| 4.2-RELEASE     | 21-11-2000      |        |                |
| 4.3-RELEASE     | 20-04-2001      |        |                |
| 4.4-RELEASE     | 20-09-2001      |        |                |
| 4.5-RELEASE     | 29-01-2002      |        | 07-01-2003     |
| 4.6-RELEASE     | 15-06-2002      |        | 31-05-2003     |
| 4.6.2-RELEASE   | 15-05-2002      |        |                |
| 4.7-RELEASE     | 10-10-2002      |        | 31-12-2003     |
| 4.8-RELEASE     | 23-03-2003      |        | 31-03-2004     |
| 4.9-RELEASE     | 24-10-2003      |        | 31-10-2004     |
| 4.10-RELEASE    | 27-05-2004      |        | 01-06-2006     |
| 4.11-RELEASE    | 01-02-2005      | Extesa | 31-01-2007     |
| RELENG_5        |                 |        | 31-05-2008     |
| 5.1-RELEASE     | 09-06-2003      |        | 28-02-2004     |
| 5.2-RELEASE     | 12-01-2004      |        | 31-12-2004     |
| 5.3-RELEASE     | 06-11-2004      | Extesa | 31-10-2006     |
| 5.4-RELEASE     | 06-05-2005      | Normal | 31-10-2006     |
| 5.5-RELEASE     | 25-05-2006      | Extesa | 31-05-2008     |
| RELENG_6        |                 |        |                |
| 6.0-RELEASE     | 11-10-2005      | Normal | 31-01-2007     |
| 6.1-RELEASE     | 08-05-2006      | Extesa | 31-05-2008     |
| 6.2-RELEASE     | 15-01-2007      |        | 31-05-2008     |
| 6.3-RELEASE     | 18-01-2008      | Extesa | 31-01-2010     |
| 6.4-RELEASE     | 28-11-2008      | Extesa | 30-11-2010     |
| RELENG_7        |                 |        |                |
| 7.0-RELEASE     | 25-02-2008      | Normal | 30-04-2009     |
| 7.1-RELEASE     | 04-01-2009      | Extesa | 31-01-2011     |
| 7.2-RELEASE     | 04-05-2009      | Normal | 31-05-2010     |
| RELENG_8        |                 |        |                |
| 8.0-RELEASE     | 27-11-2009      |        | 30-11-2010     |